# Historia de Botsuana

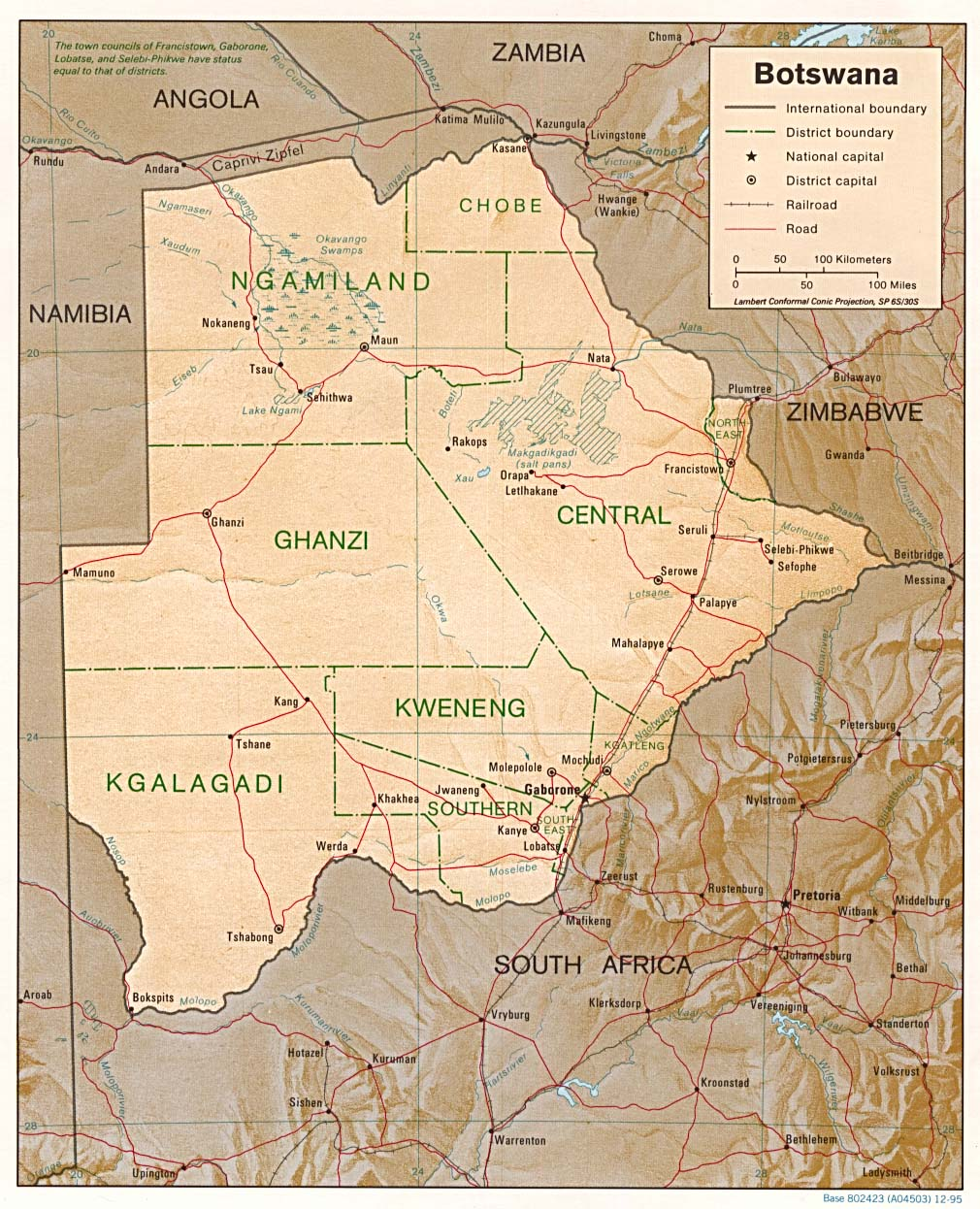
Mapa actual de Botsuana. Sus fronteras se han mantenido estables desde su independencia en 1966.

Los batswana, un término usado también para denotar a todos los ciudadanos de Botsuana, se refiere al principal grupo étnico del país (los "Tswana" en Sudáfrica), la cual entró en el área de Sudáfrica durante las guerras zulúes de los primeros años del siglo XIX. Antes de los contactos con Europa, los batswana vivían como pastores y granjeros bajo dominio tribal.
En el siglo XIX, se rompieron las hostilidades entre los batswana y los colonos bóer de Transvaal. Tras apelaciones de ayuda de los batswana, el gobierno británico, en febrero de 1885 hizo a "Bechuanalandia" bajo un protectorado. El territorio norte permaneció bajo administración directa y es la actual Botsuana, mientras que el territorio sureño se hizo parte de la Colonia del Cabo y es ahora parte de la provincia noroccidental de Sudáfrica; la mayoría de la gente de habla setswana vive hoy en Sudáfrica.
A pesar de la presión sudafricana, los habitantes del protectorado de Bechuanalandia, Basutolandia (ahora Lesoto), y Suazilandia en 1907 pidieron y recibieron seguridades británicas de que no serían incluidos en la propuesta Unión de Sudáfrica. Una expansión de la autoridad central británica y la evolución del gobierno tribal resultó en el establecimiento en 1920 de dos consejos de asesoría representando a los africanos y europeos. Proclamaciones en 1934 regularizaron los poderes y dominio tribal. Un consejo asesor europeo-africano se formó en 1951, y la constitución de 1961 estableció un consejo legislativo consultante.

## Botsuana como país independiente
En junio de 1964, Gran Bretaña aceptó las propuestas para un autogobierno democrático en Botsuana. La sede de gobierno fue trasladada desde Mafikeng, en Sudáfrica, a la establecida Gaborone en 1965. La constitución de 1965 condujo a las primeras elecciones generales y a la independencia en septiembre de 1966. Seretse Khama,reclamador al gobierno tradicional de los Bamangwato, fue elegido como el primer presidente, reelecto dos veces, y murió en su cargo en 1979 su gobierno había  estado marcado el mandato anterior, las controversias en torno a posibles legislaciones que debilitaban el Estado de derecho. La presidencia pasó al vicepresidente, Ketumile Masire, quien fue elegido en su propio derecho en 1984 y reelecto en 1989 y 1994. Masire se retiró del cargo en 1998. La presidencia pasó al vicepresidente, Festus Mogae, quien fue elegido en su propio derecho en 1999. 

### SigloXXI
Mogae ganó un segundo periodo en las elecciones celebradas el 30 de octubre de 2004.El 1 de abril de 2018, Mokgweetsi Eric Keabetswe Masisi prestó juramento como el quinto presidente de Botsuana en sustitución de Ian Khama. Representaba al Partido Democrático de Botsuana, que también ha obtenido la mayoría en todas las elecciones parlamentarias desde la independencia. Todos los presidentes anteriores también han representado al mismo partido. En 2024, la oposición liderada por el Paraguas para el Cambio Democrático ganó las elecciones por primera vez, eligiendo como nuevo Presidente a Duma Boko.